# Graham Cutts
John Henry Graham Cutts (Brighton, 1885 – Londra, 7 settembre 1958) è stato un regista, sceneggiatore e produttore cinematografico britannico.
Fu uno dei principali registi cinematografici inglesi all'inizio degli anni venti ed ebbe come aiuto regista il futuro maestro Alfred Hitchcock. Lavorò con i protagonisti dello spettacolo dell'epoca come Basil Dean, Gracie Fields, Ivor Novello e Noël Coward. Sua figlia è l'attrice Patricia Cutts (1926–1974).

## Filmografia parziale
- The Wonderful Story (1922)
- Cocaine (1922)
- Flames of Passion (1922)
- L'ultima danza (Woman to Woman) (1922)
- The Prude's Fall (1923)
- L'ombra bianca (The White Shadow) (1923)
- Paddy the Next Best Thing (1923)
- L'avventura appassionata (The Passionate Adventure) (1924)
- Il furfante (The Blackguard) (1925)
- The Rat (1925)
- The Wonderful Story (1922)
- Cocaine (1922)
- Flames of Passion (1922)
- The Triumph of the Rat (1926)
- The Sea Urchin (1926)
- The Queen Was in the Parlour (1927)
- God's Clay (1928)
- The Return of the Rat (1929)
- Il segno dei quattro (The Sign of Four) (1932)
- Looking on the Bright Side (1932)
- The Temperance Fete (1932)
- Three Men in a Boat (1933)
- Oh, Daddy!, co-regia di  Austin Melford (1935)
- Car of Dreams (1935)
- Over She Goes (1938)
- Let's Make a Night of It (1938)
- Just William (1940)
- She Couldn't Say No (1940)